# فرانسيسكو فيرديز
فرانسيسكو فيرديز (بالإيطالية: Francesco Virdis)‏ (16 يناير 1985 في إيطاليا - ) هو لاعب كرة قدم إيطالي في مركز الهجوم. لعب مع نادي بيسكارا ونادي تشيزينا ونادي رافينا ونادي سامبدوريا ونادي لنيانو ونادي مودينا ونادي مونزا ونادي كييتي كالسيو الرياضي ونادي سودتيرول وASD Città di Foligno 1928 ‏ وL'Aquila 1927 ‏ ونادي سافونا ‏ وSSD Pomezia Calcio ‏ وProgetto Calcio Sant'Elia ‏ وMontevarchi Calcio Aquila 1902 ‏.

## روابط خارجية
- فرانسيسكو فيرديز على موقع قاعدة بيانات كرة القدم.إي يو (الإنجليزية)